# Moschiola kathygre
Moschiola kathygre é uma espécie de trágulo da família Tragulidae. Endêmica do Sri Lanka.